# Марракешский договор об облегчении доступа слепых к опубликованным произведениям
Марракешский договор об облегчении доступа слепых и лиц с нарушениями зрения или иными ограниченными способностями воспринимать печатную информацию к опубликованным произведениям (англ. Marrakesh Treaty to Facilitate Access to Published Works for Persons Who Are Blind, Visually Impaired or Otherwise Print Disabled - VIP Treaty) был принят 27 июня 2013 года в Марракеше и вступил в силу 30 сентября 2016 года.
«Договор требует, чтобы Договаривающиеся стороны предусмотрели стандартный набор ограничений и исключений в отношении авторских прав, с тем чтобы можно было воспроизводить, распространять и сделать общедоступными опубликованные произведения в форматах, доступных для лиц с нарушениями зрения, и дать возможность осуществлять трансграничный обмен этими произведениями».
Административные функции договора выполняет Всемирная организация интеллектуальной собственности.
По состоянию на 2022 год участниками являются 115 государств.

## Положения договора
Марракешский договор предусматривает:
- установление ограничений и исключений из авторского права в интересах слепых и лиц с нарушениями зрения или другими ограниченными способностями воспринимать печатную информацию, позволяющих вносить необходимые изменения для изготовления экземпляров произведений в доступном формате, воспроизводить, распространять и доводить до всеобщего сведения произведения в форматах, доступных для таких лиц;
- международный обмен произведениями в таких форматах посредством деятельности специально уполномоченных органов.